# 莫倫貝內區
23°39′54″S 35°20′13″E / 23.665°S 35.337°E
莫倫貝內區（葡萄牙語：Morrumbene），是莫桑比克的行政區，位於該國東南部，由伊尼揚巴內省負責管轄，首府設於莫倫貝內，面積2,608平方公里，2007年人口124,471，人口密度每平方公里48人。